# 乌韦·黑普纳
乌韦·黑普纳（德語：Uwe Heppner，1960年7月18日—），德国男子赛艇运动员。他曾代表东德参加1980年和1988年夏季奥林匹克运动会赛艇比赛，其中1980年奥运会获得一枚金牌。